# Bertil Andersson (1921–1969)
Bertil Einar Andersson, född 29 maj 1921 i Hörby, död 15 oktober 1969, var en svensk konstnär.
Han var son till smidesmästaren Otto Andersson och Hilma Bäck. Andersson var som konstnär autodidakt och bedrev självstudier under en studieresa till  Frankrike. Han medverkade i ett stort antal samlingsutställningar bland annat med Helsingborgs konstförening och Skånes konstförening och han var representerad i Nationalmuseums utställning Unga tecknare 1946-1948. Hans konst består av figurmålningar och landskap ofta med kustbilder från södra Halland och Skåne i olja eller pastell. Andersson är representerad vid bland annat Nationalmuseum i Stockholm.